# Dialogi karmelitanek
Dialogi karmelitanek (oryg. fr. Dialogues des Carmélites) – dramat Georges'a Bernanosa z 1948.

## Okoliczności powstania utworu
Fabuła Dialogów karmelitanek nawiązuje do autentycznego wydarzenia, jakim było uwięzienie i stracenie w czasie rewolucji francuskiej zakonnic z klasztoru Karmelitanek w Compiègne, uznanych w 1906 za katolickie błogosławione.
W 1931 niemiecka pisarka Gertrude von Le Fort napisała nowelę Ostatnia na szafocie, w której przedstawiała własne uczucie przerażenia i lęku przed śmiercią; przedstawienie to miało formę opisu przeżyć fikcyjnej karmelitanki, Blanki od Agonii Chrystusa. Nazwiska pozostałych bohaterek von Le Fort powtórzyła w ich historycznej formie, jednak historyczne fakty związane ze śmiercią zakonnic przekazała w sposób dość swobodny.
W 1947 ks. Raymond Bruckberger oraz Philippe Agostini skontaktowali się z Bernanosem (uprawiającym od dziesięciu lat wyłącznie publicystykę) z prośbą o przygotowanie scenariusza dla filmowej adaptacji noweli von Le Fort. Pisarz przyjął tę propozycję i pracował nad utworem od stycznia do połowy marca 1948. Cztery miesiące po zakończeniu redakcji tekstu zmarł.
W życiu Bernanosa stale obecny był lęk przed śmiercią, toteż pisząc o karmelitankach, które według zachowanych świadectw szły na egzekucję spokojne i radosne, w rzeczywistości kontemplował on ich postawę i starał się ją zrozumieć. Ostatecznie doszedł do wniosku, iż sens każdej śmierci człowieka nadaje śmierć Chrystusa.

## Opis fabuły
Piętnastoletnia Blanka de la Force, jedna z dwojga dzieci owdowiałego markiza, cierpi na częste i silne stany lękowe. Jako osoba świecka czuje się osamotniona i zmęczona, więc postanawia wstąpić do zakonu karmelitanek. Przyjmującą ją jako postulantkę przeoryszę prosi o nadanie jej imienia Blanki od Agonii Chrystusa. Stara kobieta otacza Blankę swoją szczególną opieką, nie jest pewna jej powołania i boi się o jej delikatny charakter. Sama ciężko chora, powierza postulantkę opiece matki Marii od Wcielenia. Wkrótce potem umiera; w przedśmiertnej gorączce widzi klasztorny kościół sprofanowany i obrabowany.
Po śmierci przeoryszy jej następczynią zostaje matka Maria od Świętego Augustyna. Ma również miejsce ceremonia obłóczyn Blanki i innej postulantki, Konstancji Meunier, pełnej życia i wewnętrznej radości wiejskiej dziewczyny. Zaczyna się rewolucja francuska; delegaci nowej rady miejskiej dokonują na polecenie rządu konfiskaty części majątku zgromadzenia, uznanego za dobro narodowe i znacjonalizowanego, co wywołuje w klasztorze obawy o jego przyszłość. Brat Blanki, kawaler de La Force, opuszcza kraj, by wstąpić do wojsk walczących o restaurację monarchii absolutnej. Przed odjazdem usiłuje nakłonić siostrę do opuszczenia klasztoru i zamieszkania w miejscu, gdzie mogłaby przeżyć rewolucję, dziewczyna jednak odmawia.
Do klasztoru przybywają rewolucyjni komisarze, którzy wyprowadzają z niego Blankę, uznając, iż młoda dziewczyna została zmuszona do wstąpienia do zakonu. Kapelan sióstr, zmuszony do ukrywania się z powodu niezłożenia przysięgi na konstytucję cywilną kleru, opuszcza klasztor. Blanka i Konstancja nie mogą złożyć ślubów wieczystych z powodu dekretu rządowego zabraniającego ich składania na terytorium Francji. Klasztor zostaje obrabowany przez sankiulotów.
Blanka zwierza się matce Marii ze swojego strachu. Ta kilka dni później proponuje wszystkim zakonnicom złożenie ślubu męczeństwa w intencji ocalenia religii we Francji. Przełożona uznaje jednak, iż mniszki nie mają prawa szczególnie ubiegać się o męczeństwo. Wkrótce później władze rewolucyjne informują karmelitanki o zakazie prowadzenia życia zakonnego i o konieczności opuszczenia klasztoru. Ostatniego dnia przed wyjazdem, pod nieobecność przełożonej, która udała się do Paryża, matka Maria po raz drugi proponuje siostrom złożenie ślubu męczeństwa; pragnie jednak, by uczyniły to jednomyślnie. Wszystkie zakonnice zgadzają się, boją się jedynie, by sprzeciwu nie wyraziła Blanka, uważana za najsłabszą psychicznie i pełną strachu. Faktycznie, w tajnym głosowaniu pada jeden sprzeciw, jednak Konstancja oznajmia publicznie, iż to ona w pierwszej chwili przestraszyła się męczeństwa. Po złożeniu przysięgi Blanka ucieka z kaplicy.
Siostry zostają zmuszone do zamieszkania osobno, jednak nie prowadzą życia świeckiego, co staje się przyczyną ich osądzenia i skazania na śmierć. Tymczasem zostaje zgilotynowany ojciec Blanki. Matka Maria od Wcielenia odnajduje dziewczynę i przygotowuje dla niej i dla siebie kryjówkę. Na wieść o wyroku skazującym zakonnice na śmierć pragnie jednak dołączyć do nich. Kapelan przekonuje ją, że ślub męczeństwa złożyła przed Bogiem, nie zaś przed siostrami, i nie powinna na siłę poszukiwać męczeństwa, skoro sama nie została aresztowana.
Odbywa się egzekucja karmelitanek. W ostatniej chwili do sióstr dołącza Blanka i ginie razem z nimi, wolna już od strachu przed śmiercią.

## Cechy utworu
Autentyczna historia karmelitanek została w utworze Bernanosa poważnie przetworzona. Autor zmienił imiona zakonnic, z wyjątkiem postaci Konstancji, oraz wprowadził do grupy męczennic całkowicie fikcyjną postać Blanki. Przypisał również fakt złożenia ślubu męczeństwa matce Marii od Wcielenia, podczas gdy w rzeczywistości jego inicjatorką była przełożona, matka Maria od św. Augustyna. Ponadto opisał śmierć przeoryszy sprawującej funkcję przed matką Marią, podczas gdy w rzeczywistości zginęła ona na gilotynie razem z innymi siostrami. Zmiany te Bernanos zaczerpnął z noweli von Le Fort, jednak również w odniesieniu do tego tekstu nie był całkowicie wierny, usuwając z niego postać opiekunki Blanki, wprowadzając zaś jej brata.
Dialogi karmelitanek są w pierwszej kolejności refleksją nad obecnością lęku w życiu człowieka. Proces jego działania, a następnie pokonania, wyraża postać Blanki.

## Recepcja
Krytyka literacka przyjęła Dialogi karmelitanek bardzo przychylnie. Ostatecznie jednak nie zostały wykorzystane jako scenariusz filmowy, uznano bowiem, iż mają więcej walorów teatralnych. Pierwsze wystawienie tekstu jako dramatu miało miejsce w 1951 w Zurychu, w przekładzie na język niemiecki. W języku francuskim dzieło zostało pierwszy raz zainscenizowane w 1952.
Dramat stał się podstawą libretta opery Dialogi karmelitanek skomponowanej przez Francisa Poulenca i wystawionej po raz pierwszy w przekładzie włoskim w La Scali 26 stycznia 1957, a w oryginalnej wersji francuskiej — w Operze Paryskiej 21 czerwca 1957.